# 男女滝
男女滝（なめたき）は、石川県輪島市西二又町にある滝。
上山町から流れ来る左側の滝を女滝、小町より流れ来る右側の滝を男滝と呼び、その合流する地点で数十個もの甌穴を形成している。
1956年(昭和31年)には輪島市指定名勝及び天然記念物に指定されている。

## 地形
突出した中新生中期の道下礫岩層からなる巨岩を滑り落ちる滝で、上山町から流れ来る谷が女滝、小町より流れ来る谷を男滝と呼びその合流する地点で道下礫岩層の岩盤を削って数十個の甌穴を形成している。二つの滝の合流点は夫婦淵と呼ばれるこの滝で最も深い淵で、その淵を流れた後は西二俣川として日本海に流れ出る
直線距離で北東に1キロメートル先の桶滝川に桶滝があり、これは男女滝と同じく道下礫岩層からなる巨岩の滝で潜り滝構造になっている。この桶滝を甌穴が貫通し潜り滝となった壮年期とすると、男女滝は甌穴の形成・侵食の途中段階である幼年期に当たると考えられる。そして幼年期にある男女滝の甌穴、壮年期にある桶滝の潜り滝より更に侵食が進んだ老年期には、やがて滝周辺の岩が崩れ痕跡が消滅すると思われる。

## 植生
樹木としてケヤキが多く自生する。草本では日本の北限自生地としてノコギリシダがある。その他にオオバジャノヒゲ、オヤマボクチ、クガイソウが自生する。

## その他
web版国土地理院地図の検索機能によると、男女滝という地名は地理院地図掲載のものでは重複していない。

## アクセス
輪島市街地から西側に石川県道38号を20キロメートルほど進むと男女滝パーキングに至る。